# Fronsburger Bründl

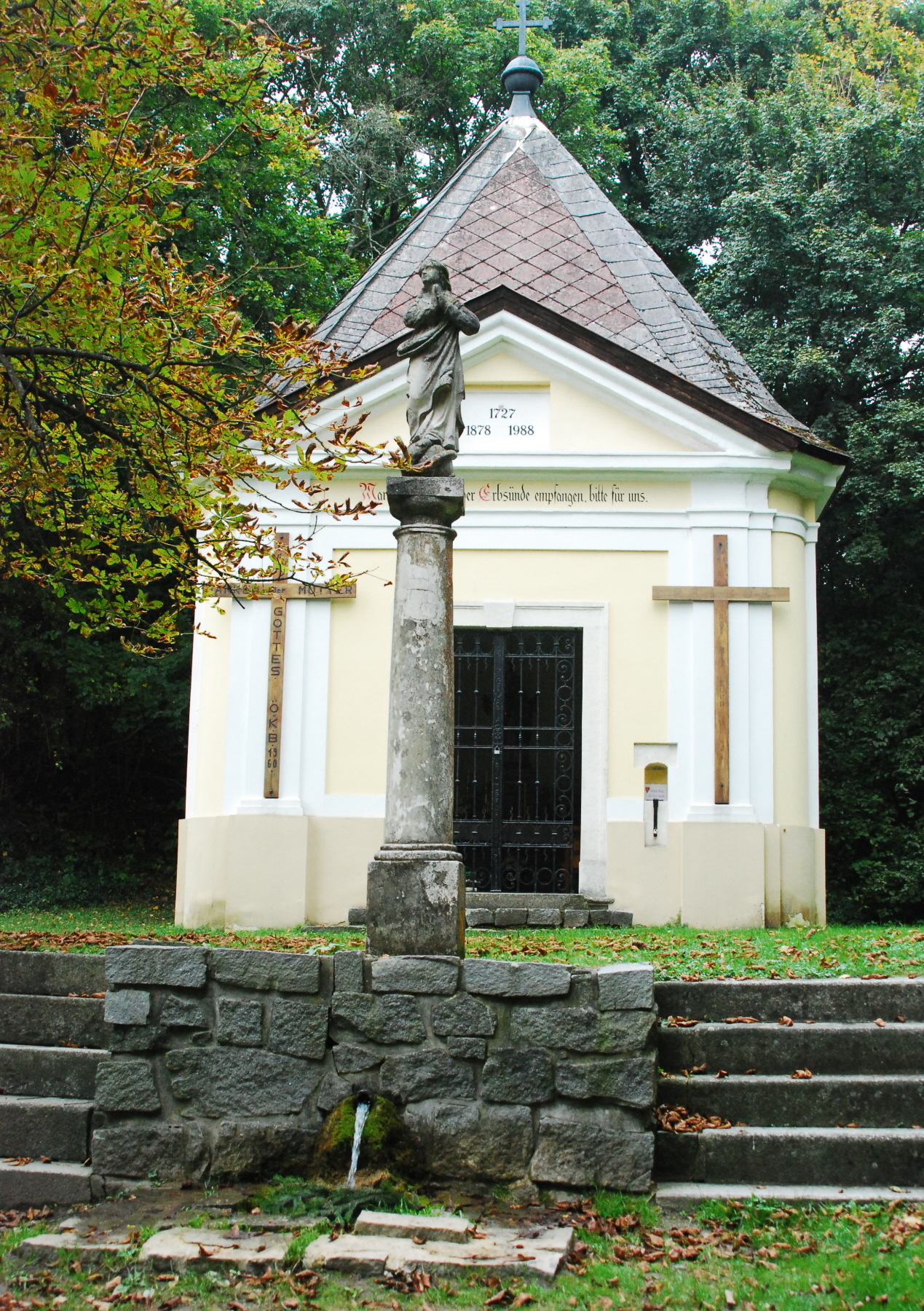
Bründlkapelle, Mariensäule und Quelle

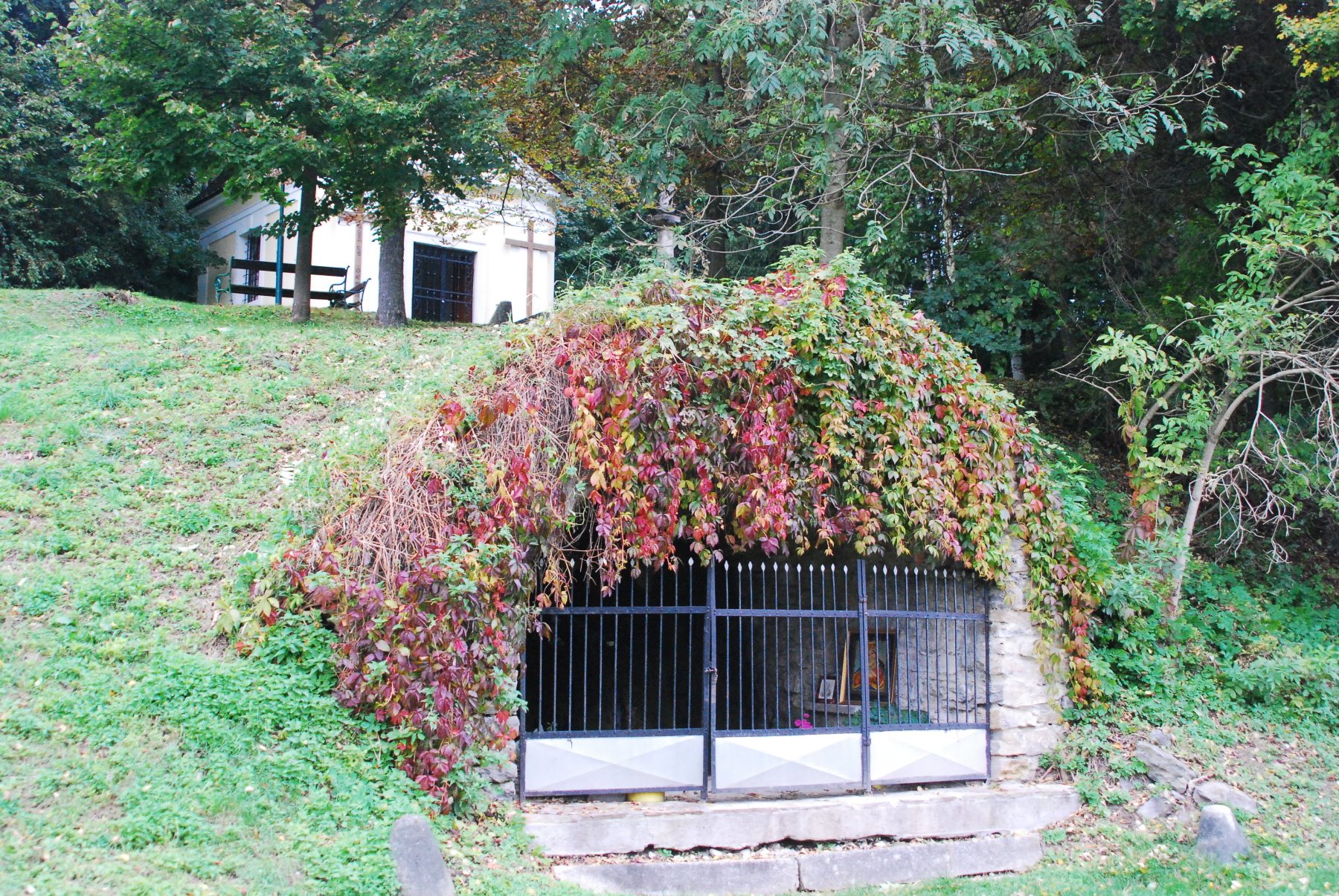
Lourdes-Grotte beim Fronsburger Bründl

Das Fronsburger Bründl ist eine Wallfahrtsstätte mit einer Marienkapelle und einer Quelle bei Fronsburg in Niederösterreich. Sowohl die Bründlkapelle als auch die davor stehende Säule mit einer Maria-Immaculata-Darstellung stehen unter Denkmalschutz (Listeneintrag).

## Geschichte
Als heilsames Bründl wurde die außerhalb des Ortes Fronsburg gelegene Quelle 1727 urkundlich genannt. Eine hier errichtete Wallfahrtskapelle verfiel allerdings später. Wieder ins Bewusstsein der Bevölkerung rückte die Quelle durch den Rentmeister von Fronsburg, dessen Sehkraft durch das Wasser erhalten blieb.
Die gegenwärtige Kapelle wurde 1878 errichtet und geweiht. Seelsorglich betreut wird sie vom Stift Geras.

## Beschreibung
Vor der im Tal Fugnitz gelegenen Kapelle steht eine Säule mit einer Mariendarstellung. Unterhalb dieser Mariensäule befindet sich ein Wasserauslauf. Eine Geländestufe tiefer befindet sich eine Lourdesgrotte, die ebenfalls von Quellwasser durchflossen wird.
Bei der Bründlkapelle handelt es sich um ein quadratisches Bauwerk mit abgerundeten Ecken und einem steilen Pyramidendach. An der Ostseite befindet sich unter einem Dreiecksgiebel ein Rechteckportal. Der Innenraum ist mit Lisenen gegliedert. Die hier ausgestellte und von Edmund Zotter geschnitzte Stalingradmadonna wurde vom Ortsverband Fronsburg des Österreichischen Kameradschaftsbundes anlässlich der 1988 erfolgten Renovierung der Bründlkapelle gestiftet.
Die vor der Kapelle aufgestellte toskanische Säule mit einer Darstellung der Maria Immaculata stammt aus der zweiten Hälfte des 18. Jahrhunderts.